# Strömsholmsskogens naturreservat
Strömsholmsskogen är ett naturreservat i Jönköpings kommun i Småland.
Området är skyddat sedan 2007 och är 19 hektar stort. Det är beläget 10 kilometer norr om Lekeryd och mitt mellan sjöarna Ylen och Ramsjön. 
Naturreservatets östra delar, sju hektar, ingår i Natura 2000.

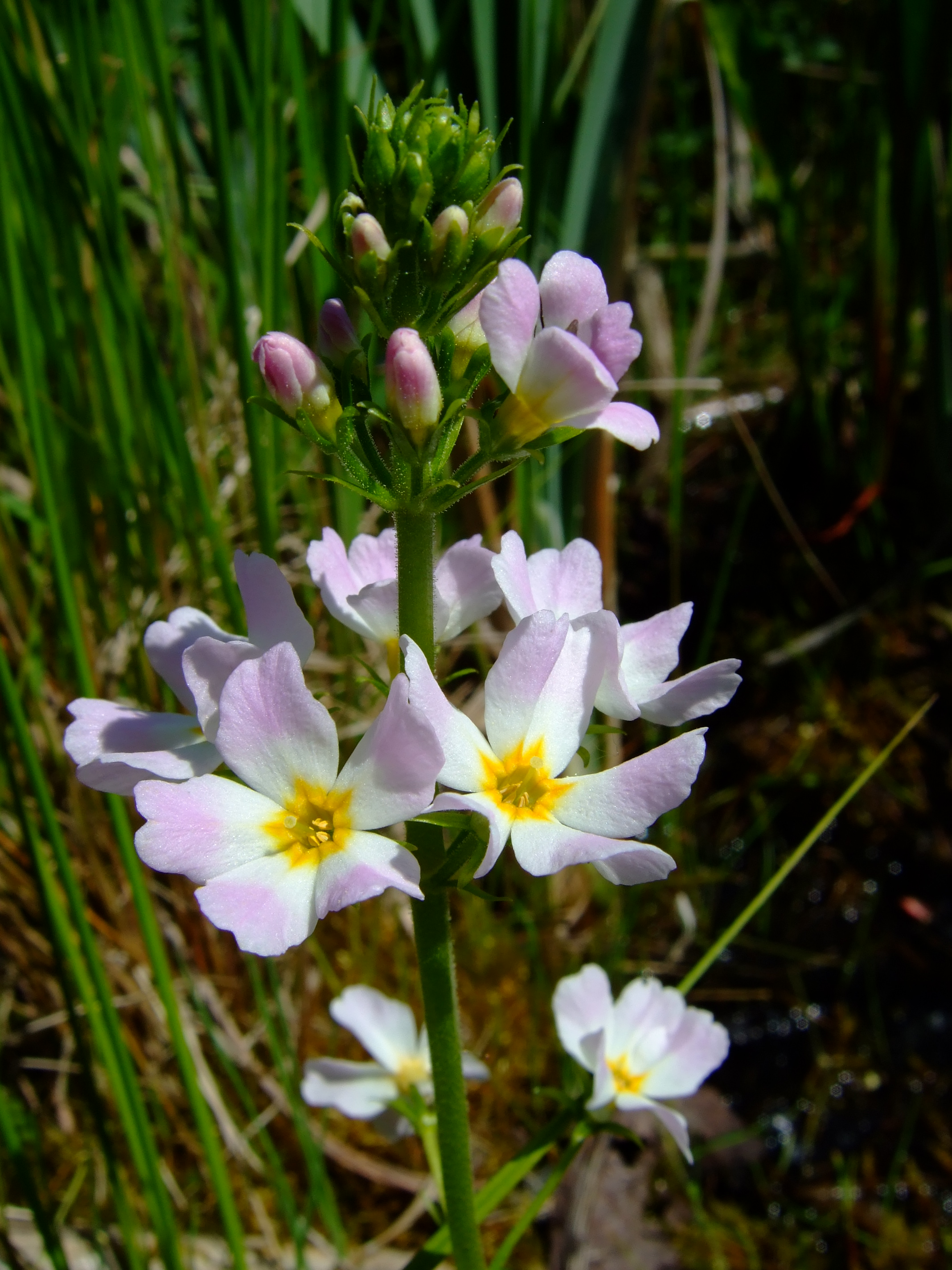
Vattenblink

All skog i reservatet är sumpskog och området är låglänt och blött, dels av vatten från Huskvarnaån och dels av de kärr som finns i skogen.
Där växer mest björk, men även en del andra lövträd. Flera träd i kärren är så kallade sockelträd. Växtligheten är mycket artrik och i området trivs många våtmarksfåglar. 